# Richard Hagemeister
Julius Richard Alwin Lebrecht Hagemeister, född 1 april 1846 i Berlin, död där 14 oktober 1916, var en tysk-svensk tonsättare, violinist och musikpedagog.
Hagemeister utbildade sig i violinspel vid Kungliga Musikkonservatoriet 1865–1869 för Fridolf Book och Wilma Neruda samt i Berlin 1872–1874 för Joseph Joachim. Han var anställd i Kungliga Hovkapellet 1866–1879, uppträdde då ofta på konserter och skötte andre violinen i Books stråkkvartett. Han anställdes vid Berlin-operan från 1879 och blev konsertmästare där 1896. Han var även lärare vid Scharwenkas-konservatoriet i Berlin 1884–1892. Han komponerade orkesterstycken, kammarmusik, pianosaker och sånger. Han invaldes som ledamot nr 528 av Kungliga Musikaliska Akademien den 24 februari 1910.